# آرام‌اس بالتیک (۱۹۰۳)
آرام‌اس بالتیک (۱۹۰۳) (به انگلیسی: RMS Baltic (1903)) یک کشتی است که طول آن 729 ft (222.7 m) می‌باشد. این کشتی در سال ۱۹۰۳ ساخته شد.